# Tanjung Uban Selatan
Tanjung Uban Selatan is een bestuurslaag in het regentschap Bintan van de provincie Riau-archipel, Indonesië. Tanjung Uban Selatan telt 6100 inwoners (volkstelling 2010).